# Edouard Vereycken
Edouard Vereycken, (Antwerpen, 1893 - Leuven, 29 mei 1965), ook gekend als Edward of Eduard Vereycken, was een Belgisch beeldhouwer die occasioneel schilderde en graveerde.

## Biografie
Vereycken kreeg zijn opleiding aan de Koninklijke Academie voor Schone Kunsten te Antwerpen bij Thomas Vinçotte en in de ateliers van Baggen en Oscar Jespers. Hij vervaardigde portretten, bustes en standbeelden. Zijn werk werd beïnvloed door de impressionistische beeldhouwer Auguste Rodin en het realisme van Jef Lambeaux.  Het werkterrein van Vereycken lag in België, Frankrijk, Italië, Amerika en Canada. 
Tijdens de Eerste Wereldoorlog liep Vereycken verwondingen op. Aan het einde daarvan verhuisde hij naar het "Posthof" te Berchem. 
Nadat zijn huis tijdens de Tweede Wereldoorlog werd gebombardeerd nam hij zijn intrek in het "Landjuweel" te Lichtaart waar hij bevriend raakte met de kunstschilder Remy de Pillecyn.

## Enkele werken
Verschillende oorlogsmonumenten in België zijn van de hand van Edouard Vereycken: 
- Het Belgisch Nationaal Infanteriemonument te Brussel[3]
- Het Oorlogsmonument gesneuvelden 7de linie te Antwerpen[4]
- Het Oorlogsmonument Zwijndrecht te Zwijndrecht[5]
- Het Standbeeld voor het 7de Linieregiment te Nieuwpoort[6]
- Het Provinciaal Gedenkteken voor Limburgers gestorven voor het Vaderland te Hasselt[7]
- Het Oorlogsmonument Zandhoven te Zandhoven[8]
- Het monument Chasseurs à Pied (Jagers te voet) te Charleroi[9]
- Het monument Chasseurs à Pied  (Jagers te voet) te Bergen.[10]

## Erkenning
Volgens Sotheby's catalogue behaalde Edouard Vereycken in 1920 een prijs op de "Prix de Rome" met zijn werk Perseus.
Hij nam deel aan de "Driejaarlijkse Salons van Antwerpen" in 1920 en 1926 en aan de "Driejaarlijkse Tentoonstelling van Gent" in 1929. Vereycken stelde zijn werk tentoon in de kring "Bon Vouloir" te Bergen in 1934.

## Galerij

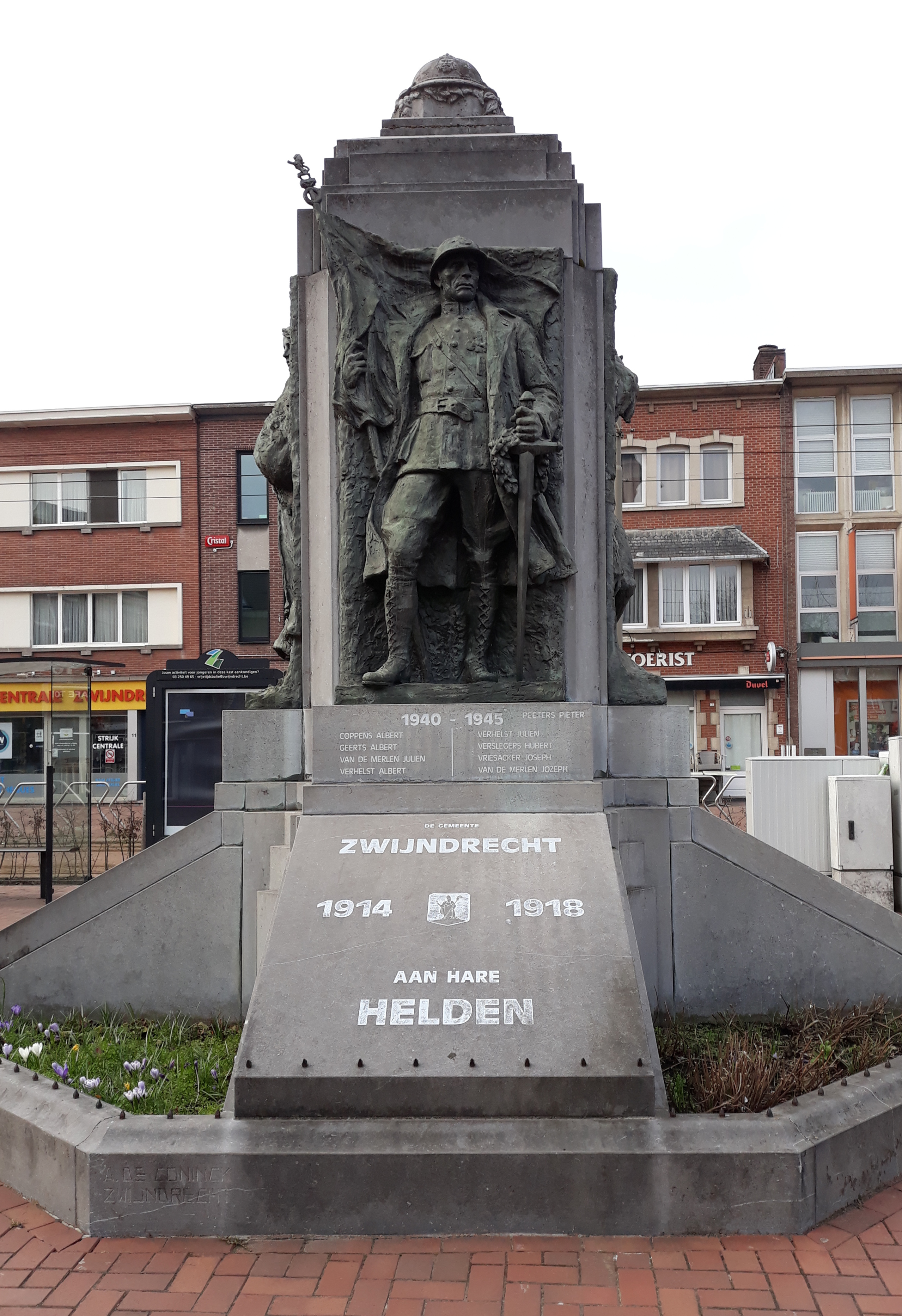
Oorlogsmonument Zwijndrecht
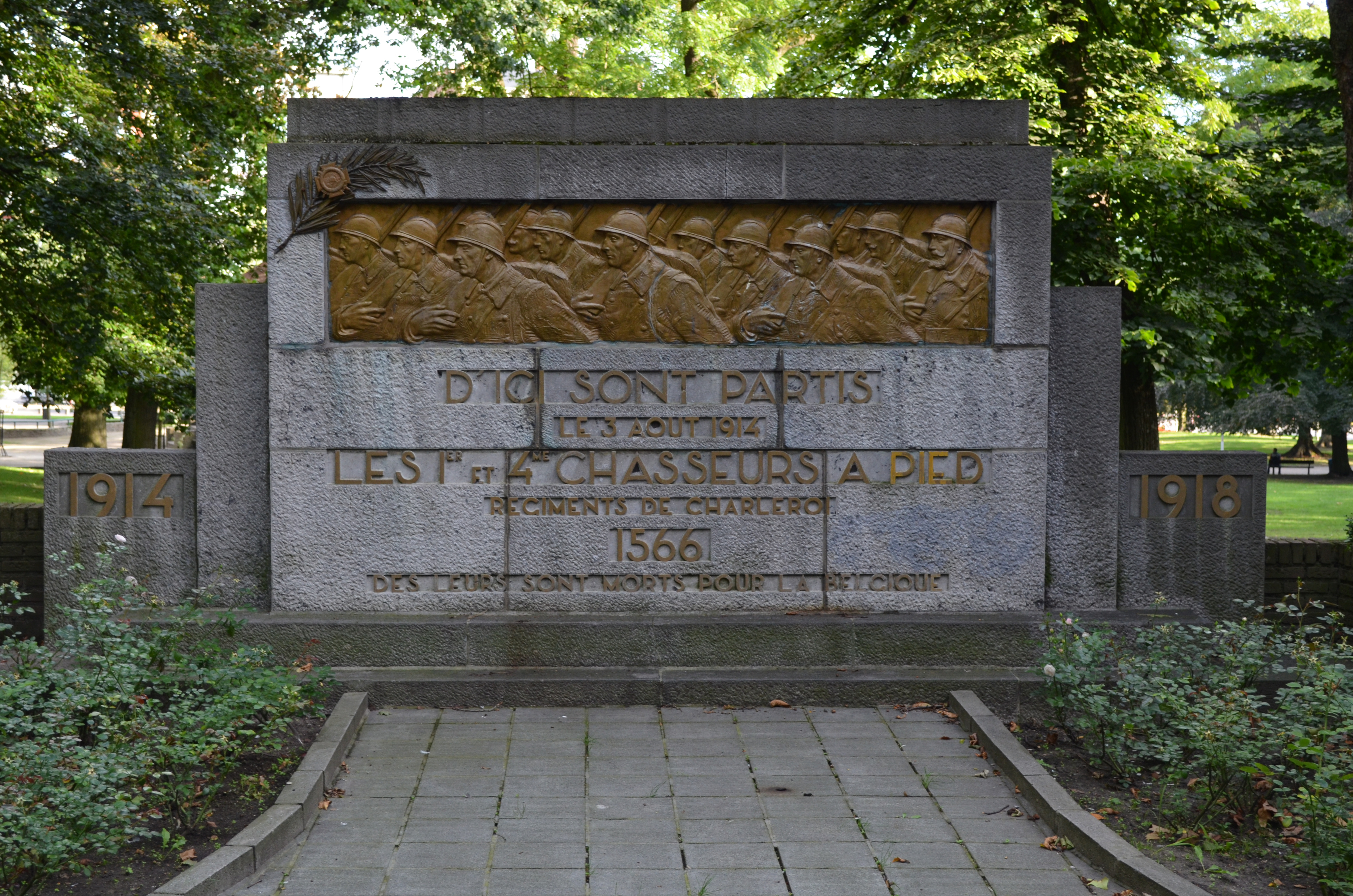
Monument van de Eerste en Vierde Jagers te voet te Charleroi
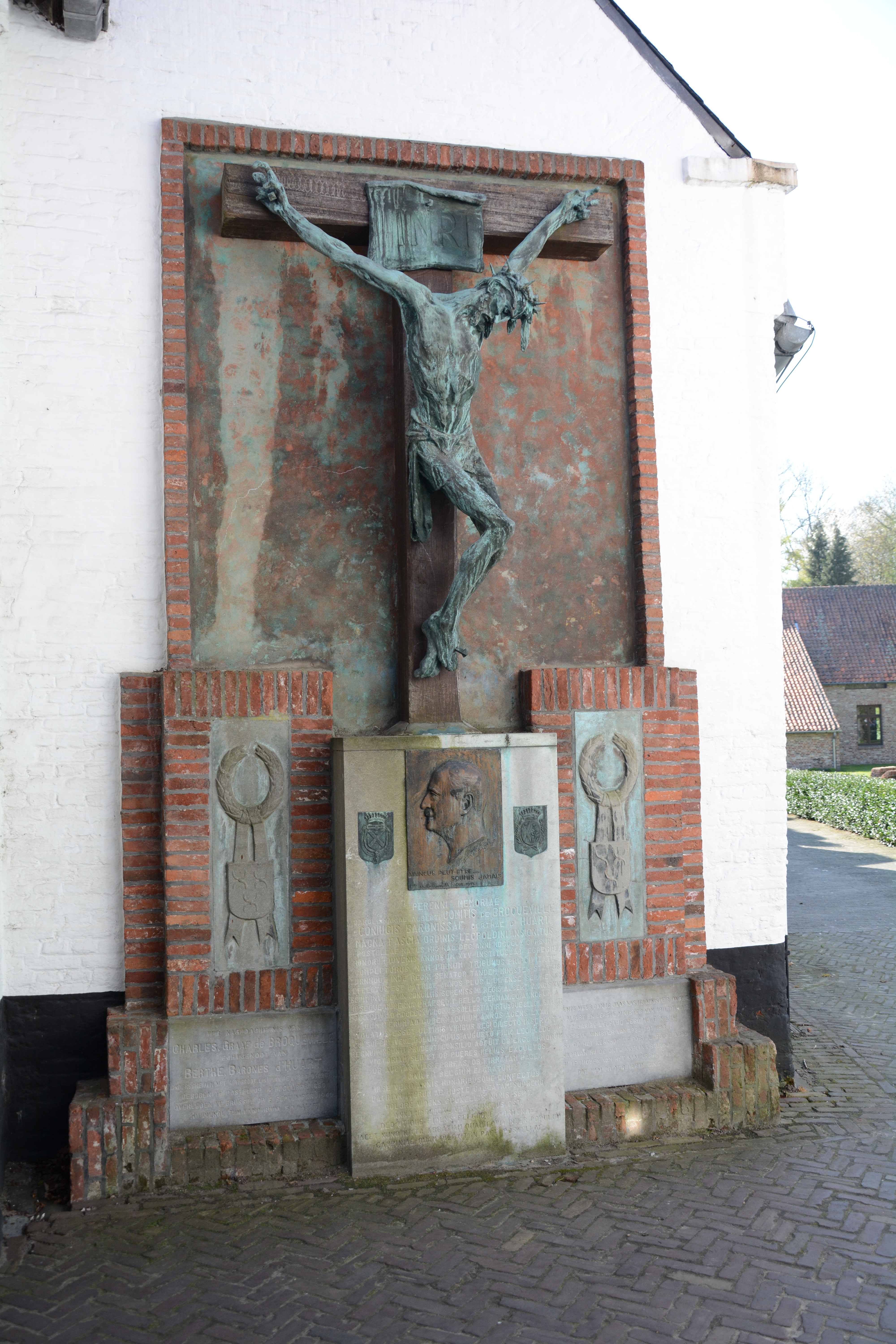
Kruisbeeld in Abdij van Postel
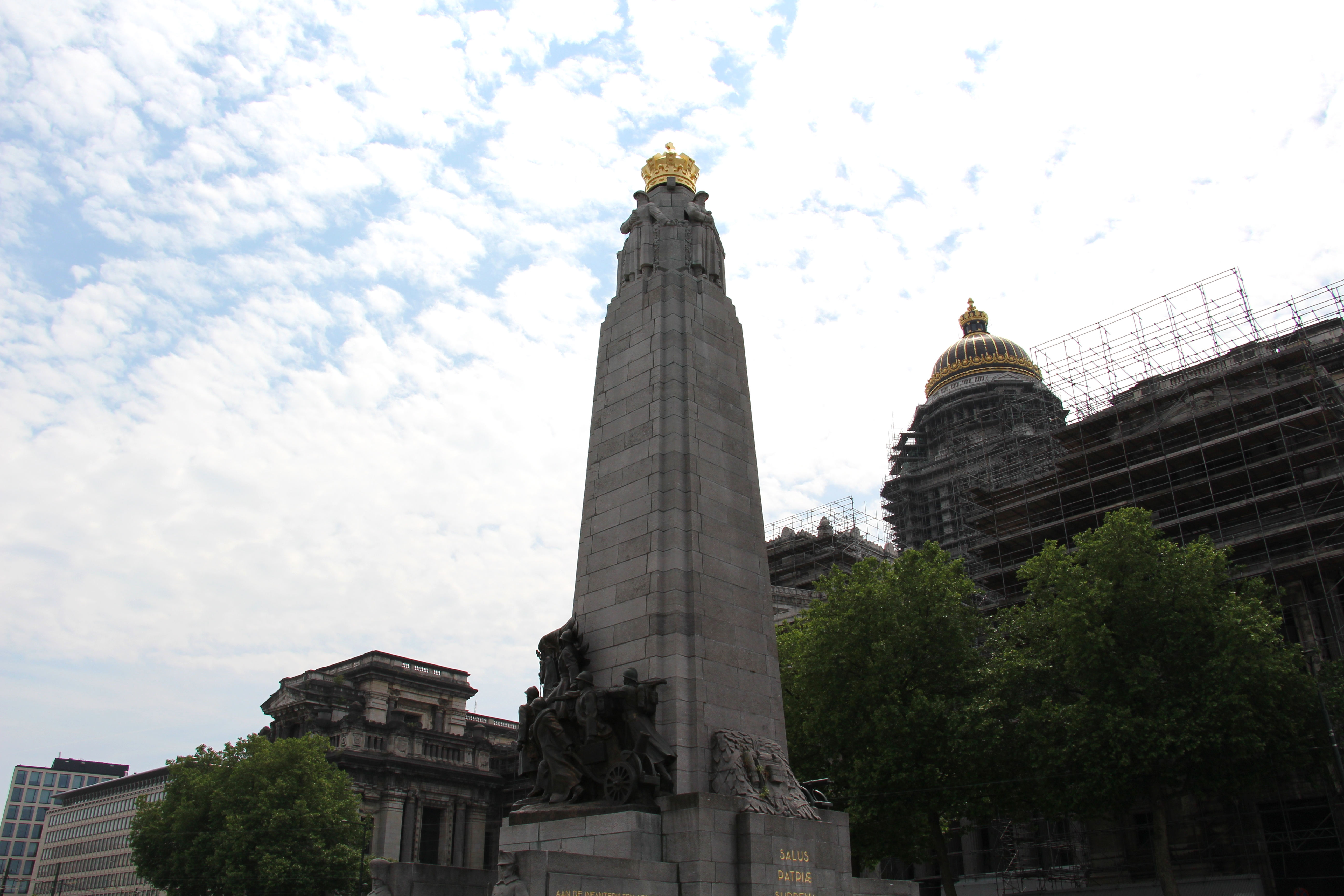
Nationaal Infanteriemonument te Brussel
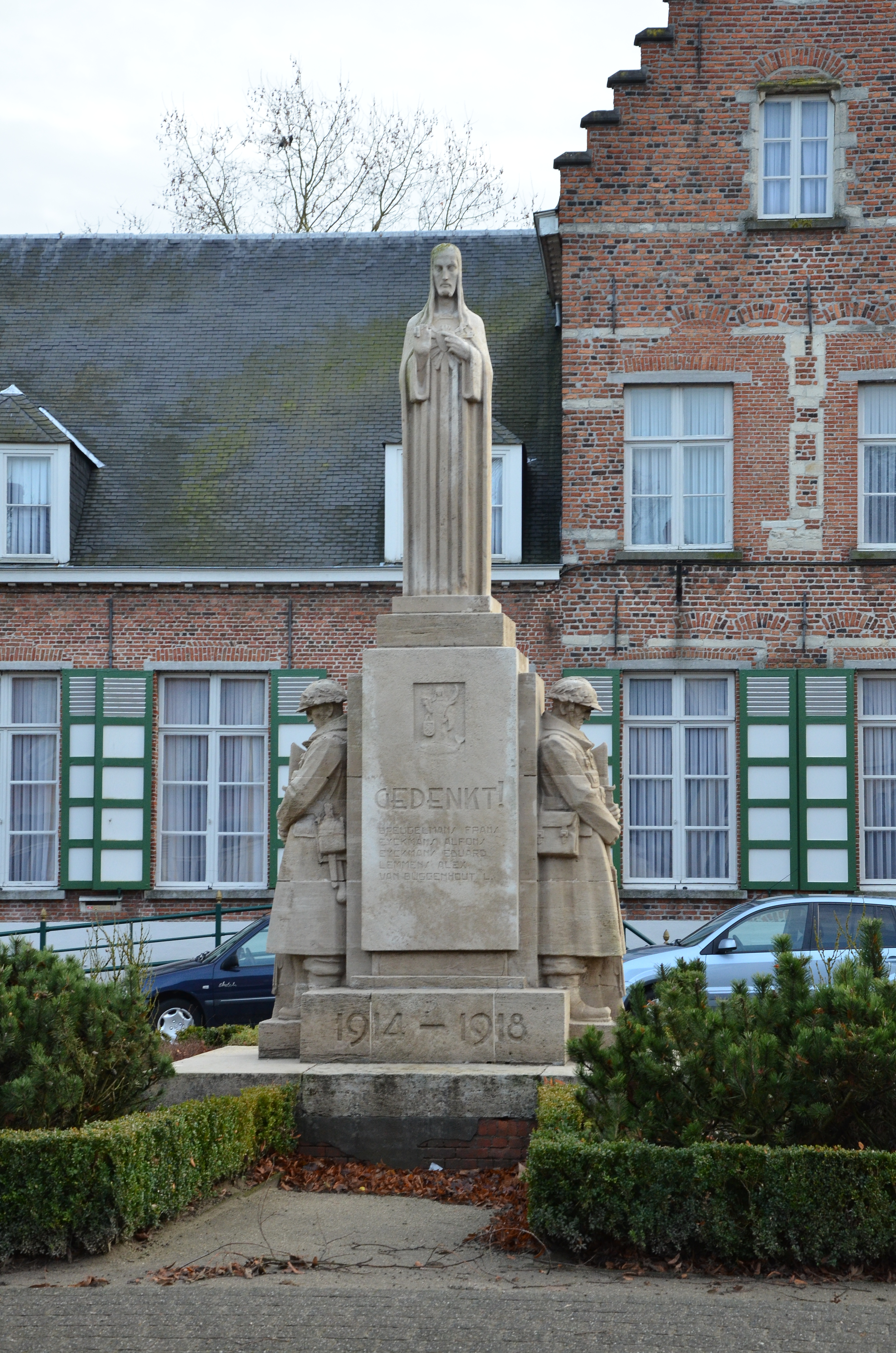
Oorlogsmonument in Zandhoven

- RKD-Nederlands Instituut voor Kunstgeschiedenis: 334256